# Vicariato Apostólico de Napo
O Vicariato Apostólico de Napo (em latim: Apostolicus Vicariatus Napensis) é uma circunscrição missionária (quase-diocese) da Igreja Católica Romana. Sua sede, a Catedral de São José, está localizada na cidade de Tena, capital da Província de Napo, na Floresta Amazônica do Equador .

## História
Em 7 de fevereiro de 1871, o Papa Pio IX instituiu o Vicariato Apostólico de Napo da Arquidiocese de Quito. Ele permanece isento, ou seja, diretamente sujeito à Santa Sé, não faz parte de qualquer província eclesiástica.
Ela perdeu território cinco vezes com a criação das seguintes jurisdições no Equador:
- Prefeitura Apostólica de Canelos e Macas (1886; hoje, Vicariato Apostólico)
- Vicariato Apostólico de Méndez (1893, como Méndez y Gualaquiza)
- Vicariato Apostólico de Zamora (1893)
- Prefeitura Apostólica de San Miguel de Sucumbíos (1924; entretanto Vicariato Apostólico)
- Prefeitura Apostólica de Aguarico (1953; hoje, Vicariato Apostólico). [1] [2]

## Bispos

### Incumbentes episcopais
Até o presente, todos os seus Ordinários foram membros da Congregação missionária de São José (CSI )
- Emilio Cecco, CSJ † (28 de abril de 1931 - 1938)
- Giorgio Rossi, CSJ † (23 de maio de 1938 - 22 de janeiro de 1941)
- Maximiliano Spiller, CSJ † (12 de novembro de 1941 - 27 de abril de 1978)
- Julio Parise Loro, CSJ † (27 de abril de 1978 - 2 de agosto de 1996)
- Paolo Mietto, CSJ † (2 de agosto de 1996 - 11 de junho de 2010)
- Celmo Lazzari, CSJ (11 de junho de 2010 - 21 de novembro de 2013), nomeado Vigário Apostólico de San Miguel de Sucumbíos
- Adelio Pasqualotto, CSJ (12 de dezembro de 2014 - 31 de maio de 2023)
- Celmo Lazzari, CSJ (23 de outubro de 2024 - )

### Vigário Apostólico Coadjutor
- Paolo Mietto, CSJ † (1 de julho de 1994 - 2 de agosto de 1996)

### Bispos auxiliares
- Antonio Cabri, CSJ † (9 de maio de 1974 a 27 de julho de 1974), morreu sem ser consagrado
- Julio Parise Loro, CSJ † (5 de outubro de 1974 - 27 de abril de 1978), nomeado Vigário Apostólico